# Фаленциці-Парцеля
Фаленциці-Парцеля (пол. Falęcice-Parcela) — село в Польщі, у гміні Промна Білобжезького повіту Мазовецького воєводства.
Населення — 125 осіб (2011).
У 1975-1998 роках село належало до Радомського воєводства.

## Демографія
Демографічна структура станом на 31 березня 2011 року:
|          | Загалом | Допрацездатний вік | Працездатний вік | Постпрацездатний вік |
| -------- | ------- | ------------------ | ---------------- | -------------------- |
| Чоловіки | 67      | 14                 | 46               | 7                    |
| Жінки    | 58      | 10                 | 29               | 19                   |
| Разом    | 125     | 24                 | 75               | 26                   |